# The Best Of Absolute Music 1-2-3
The Best Of Absolute Music 1-2-3 er en kompilation i serien Absolute Music udgivet i 1997. Albummet består af 32 sange fra Absolute Music 1, Absolute Music 2 og Absolute Music 3.

## Sangliste

### Cd 1
1. Maggie Reilly – "Everytime We Touch"
2. Shaggy – "Oh Carolina"
3. Duran Duran – "Ordinary World"
4. Hanne Boel – "Don't Know Much About Love"
5. Wilson Phillips – "Give It Up"
6. Lars H.U.G. – "? Er Lykken Så Lunefuld"
7. Paul McCartney – "Hope Of Deliverance"
8. Lisa Nilsson – "Himlen Runt Hörnet"
9. Tina Turner – "I Don't Wanna Fight"
10. Peter Gabriel – "Steam"
11. Vaya Con Dios – "Heading For A Fall"
12. K.D. Lang – "Constant Craving"
13. Gangway – "Mountain Song"
14. The Beloved – "Sweet Harmony"
15. Haddaway – "What Is Love"
16. Cut'N'Move – "Give It Up"

### Cd 2
1. Inner Circle – "Sweat (A La La La La Long)"
2. Thomas Helmig – "Don't Leave Tonight"
3. Diesel – "Tip Of My Tongue"
4. Sanne Salomonsen – "Knowing Me Knowing You"
5. Eros Ramazzotti – "Cose Della Vita"
6. Charles & Eddie – "Would I Lie To You?"
7. Tamra Rosanes – "Rub It In"
8. Joe Cocker – "Feels Like Forever"
9. Lisa Nilsson – "Varje Gång Jag Ser Dig"
10. R.E.M. – "Drive"
11. Roxette – "How Do You Do!"
12. Undercover – "Baker Street"
13. Sko/Torp – "Glorious Days"
14. Crowded House – "Weather With You"
15. Bryan Ferry – "I Put A Spell On You"
16. Lisa Stansfield – "Someday (I'm Coming Back)"